# Placówka Straży Celnej „Wygiełdów”

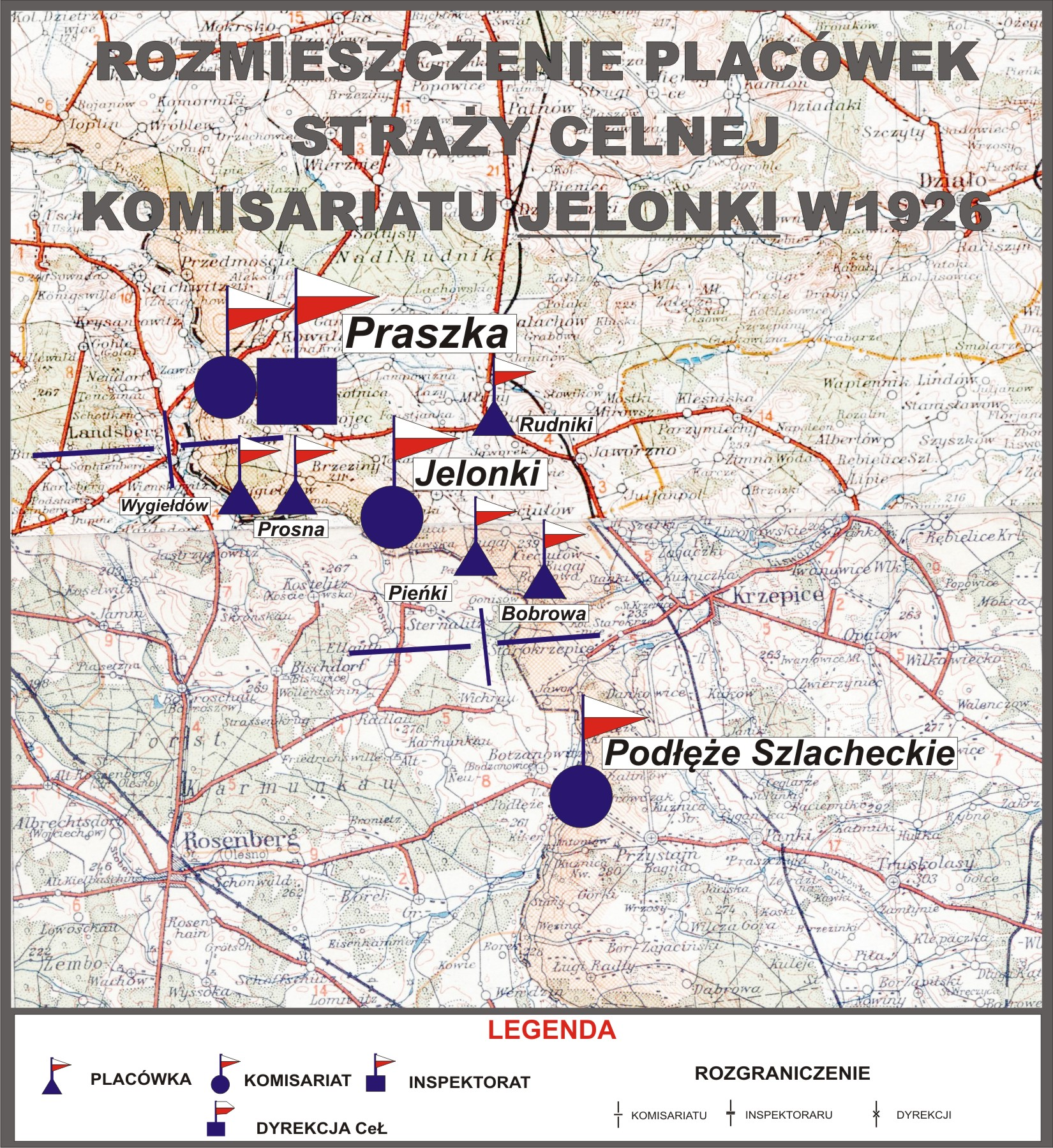
Rozmieszczenie placówek SC Komisariatu Jelonki

Placówka Straży Celnej „Wygiełdów” – jednostka organizacyjna Straży Celnej pełniąca w okresie międzywojennym służbę ochronną na granicy polsko-niemieckiej.

## Formowanie i zmiany organizacyjne
Na wniosek Ministerstwa Skarbu, uchwałą z 10 marca 1920 roku, powołano do życia Straż Celną. Od połowy 1921 roku jednostki Straży Celnej rozpoczęły przejmowanie odcinków granicy od pododdziałów Batalionów Celnych. W 1921 roku w Praszce stacjonował sztab 2 kompanii 5 batalionu celnego. 2 kompania celna jedną ze swoich placówek wystawiła w Wygiełdowie. Proces tworzenia Straży Celnej trwał do końca 1922 roku. Placówka Straży Celnej „Wygiełdów” weszła w podporządkowanie komisariatu Straży Celnej „Jelonki” z Inspektoratu SC „Praszka”.
W drugiej połowie 1927 roku przystąpiono do gruntownej reorganizacji Straży Celnej. W praktyce skutkowało to rozwiązaniem tej formacji granicznej. Ochronę północnej, zachodniej i południowej granicy państwa przejęła powołana z dniem 2 kwietnia 1928 roku  Straż Graniczna.
Rozkazem nr 3 z 25 kwietnia 1928 roku w sprawie organizacji Wielkopolskiego Inspektoratu Okręgowego dowódca Straży Granicznej gen. bryg. Stefan Pasławski określił strukturę organizacyjną komisariatu SG „Praszka”. Placówka Straży Granicznej I linii „Wygiełdów” znalazła się w jego strukturze.

## Funkcjonariusze placówki
Kierownicy placówki
| stopień    | imię i nazwisko, numer   | okres pełnienia służby | kolejne stanowisko |
| ---------- | ------------------------ | ---------------------- | ------------------ |
| przodownik | Józef Michałowski (1130) | był w 1926             |                    |

Obsada personalna placówki w 1926:
- przodownik Józef Michałowski (1130)
- strażnik Stanisław Filipkowski (728)
- strażnik Ludwik Górecki (632)
- strażnik Jan Kulesza (645)
- strażnik Marcin Hankiewicz (1126)